# Love and Dancing
Love and Dancing är ett remixalbum av den brittiska synthpopgruppen The Human League utgivet 1982. Det utgavs under namnet The League Unlimited Orchestra (en referens till Barry Whites The Love Unlimited Orchestra). Albumet gjordes av producenten Martin Rushent och innehåller ommixade versioner av låtar från albumet Dare. Det nådde 3:e plats på brittiska albumlistan.
År 2002 återutgavs Dare och Love and Dancing tillsammans på en CD.

## Låtlista
1. "Hard Times" (Callis, Oakey, Wright) — 5:40
2. "Love Action (I Believe in Love)" (Burden, Oakey) — 5:12
3. "Don't You Want Me" (Callis, Oakey, Wright) — 7:18
4. "Things That Dreams Are Made Of" (Oakey, Wright) — 5:10
5. "Do or Die" (Burden, Oakey) — 4:36
6. "Seconds" (Callis, Oakey, Wright) — 2:25
7. "Open Your Heart" (Callis, Oakey) — 2:35
8. "The Sound of the Crowd" (Burden, Oakey) —2:55